# Steinbracke
Die Steinbracke oder Sauerländer Bracke war eine von der FCI anerkannte deutsche Hunderasse (ehemals FCI-Gruppe 6, Sektion 1.3, Standard-Nr. 280). Die Rasse ist in der Deutschen Bracke aufgegangen und wurde von der FCI 1955 aus ihren Listen gestrichen.
„Steinbracke“ bezeichnete ursprünglich eine kleinere Gewichtsklasse innerhalb der Bracken. Das „Stein“ bezog sich dabei auf die alte Maßeinheit dieses Namens, die ungefähr 22 Pfund entspricht, also etwa 10 kg.

## Beschreibung
Die Steinbracke war ein leicht gebauter, eher hochbeiniger Hund mit elegantem Körperbau, der nicht langgestreckt wie ein Dackel war. Auf der Oberseite der Nase fand sich bei dunkel pigmentierten Hunden in der Mitte ein hellerer Streifen. Die Rute war reichlich behaart und dick. Das Fell war kurz, dicht, stockhaarig, rot bis gelb, mit schwarzem Sattel. Die Hunde hatten eine weiße Blesse, eine weiße Schnauze, weißen Halsring und weiße Läufe, Schwanzspitze und Brust.